# NGC 3948
NGC 3948 – gwiazda znajdująca się w gwiazdozbiorze Lwa. Jej jasność obserwowana wynosi około 15m. Zaobserwował ją Guillaume Bigourdan 23 kwietnia 1886 roku i skatalogował jako obiekt typu „mgławicowego”.